# Giuseppe Taddei
Giuseppe Taddei (Gènova (Ligúria), 26 de juny, 1916 – Roma (Laci), 2 de juny, 2010), Cantant d'òpera italiana (baríton).
Va néixer a Gènova, Itàlia, i va estudiar a Roma, on va debutar el 1936 com Harald a l'òpera Lohengrin de Richard Wagner. Va ser membre del "Teatre dell'Opera" de Roma abans de ser reclutat a l'exèrcit el 1942. Després de la guerra, va continuar la seva carrera de cantant i va actuar a l'Òpera Estatal de Viena durant dues temporades. Va debutar a Londres el 1947 al Cambridge Theatre. L'any següent, 1948, va actuar per primera vegada al Festival de Salzburg, al "Teatro alla Scala" de Milà i al Teatro San Carlo de Nàpols.
El seu debut nord-americà va tenir lloc el 1957 a l'Òpera de San Francisco, i el 1959 també va aparèixer a l'escenari de la "Lyric Opera of Chicago". Entre 1960 i 1967, va cantar regularment a la Royal Opera House de Londres.
Va fer actuacions convincents tant en comèdies com en drames. El seu repertori va incloure Figaro a Les noces de Fígaro i El barber de Sevilla, Leporello i Don Giovanni a Don Giovanni, Belcore i Dulcamara a L'elisir d'amore, així com Don Carlo i Ernani, els papers principals a Macbeth, Rigoletto i Falstaff, Amonasro a Aïda, Iago a Otello, Barnaba a La Gioconda, Gérard a Andrea Chénier i Scarpia a Tosca. Les seves habilitats vocals li van permetre continuar cantant fins a la vellesa, inclòs el seu debut a l'Òpera Metropolitana als 69 anys el 25 de setembre de 1985, en el paper principal de Falstaff.
Ha realitzat nombrosos enregistraments, com ara Figaro a The Marriage of Figaro i Leporello a Don Giovanni dirigit per Carlo Maria Giulini, Macbeth a Macbeth amb Birgit Nilsson, Scarpia a Tosca i Falstaff a Falstaff, aquests dos últims dirigits per Herbert von Karajan.

## Els seus enregistraments
| Any  | Òpera                                    | Compositor  | Director               | Rol                  | Notes |
| ---- | ---------------------------------------- | ----------- | ---------------------- | -------------------- | ----- |
| 1941 | Andrea Chénier                           | Giordano    | Oliviero de Fabritiis  | Pietro Fléville      |       |
| 1941 | Andrea Chénier                           | Giordano    | Oliviero de Fabritiis  | Fouquier-Tinville    |       |
| 1949 | Gianni Schicchi                          | Puccini     | Alfredo Simonetto      | Gianni Schicchi      |       |
| 1950 | El barber de Sevilla                     | Rossini     | Fernando Previtali     | Figaro               |       |
| 1950 | Falstaff                                 | Verdi       | Mario Rossi            | John Falstaff        |       |
| 1951 | Ernani                                   | Verdi       | Fernando Previtali     | Don Carlo            |       |
| 1951 | La traviata                              | Verdi       | Oliviero de Fabritiis  | Giorgio Germont      |       |
| 1951 | Aïda                                     | Verdi       | Oliviero de Fabritiis  | Amonasro             |       |
| 1951 | La bohème                                | Puccini     | Gabriele Santini       | Marcello             |       |
| 1952 | Guillaume Tell                           | Rossini     | Mario Rossi            | Tell Vilmos          |       |
| 1952 | Adriana Lecouvreur                       | Cilèa       | Gabriele Santini       | Michonnet            |       |
| 1952 | Traviata                                 | Verdi       | Gabriele Santini       | Giorgio Germont      |       |
| 1953 | Madama Butterfly                         | Puccini     | Angelo Questa          | Sharpless            |       |
| 1953 | Linda di Chamounix                       | Donizetti   | Alfredo Simonetto      | Antonio              |       |
| 1953 | L'elisir d'amore                         | Donizetti   | Gianandrea Gavazzeni   | Belcore              |       |
| 1953 | Die Zauberflöte                          | Mozart      | Herbert von Karajan    | Papageno             |       |
| 1953 | Ievgueni Oneguin                         | Txaikovski  | Nino Sanzogno          | Jevgenyij Anyegin    |       |
| 1954 | Tosca                                    | Puccini     | Oliviero de Fabritiis  | Scarpia              |       |
| 1954 | Rigoletto                                | Verdi       | Angelo Questa          | Rigoletto            |       |
| 1955 | Otello                                   | Verdi       | Franco Capuana         | Jago                 |       |
| 1954 | L'elisir d'amore                         | Donizetti   | Gianandrea Gavazzeni   | Dulcamara            | DVD   |
| 1955 | Don Giovanni                             | Mozart      | Max Rudolf             | Don Giovanni         |       |
| 1955 | Les Huguenots                            | Meyerbeer   | Tullio Serafin         | Nevers               |       |
| 1955 | Andrea Chénier                           | Giordano    | Angelo Questa          | Charles Gérard       |       |
| 1955 | Tosca                                    | Puccini     | Vincenzo Belleza       | Scarpia              |       |
| 1956 | Mosè in Egitto                           | Rossini     | Tullio Serafin         | Faraone              |       |
| 1956 | Linda di Chamounix                       | Donizetti   | Tullio Serafin         | Antonio              |       |
| 1956 | Falstaff                                 | Verdi       | Tullio Serafin         | John Falstaff        | DVD   |
| 1957 | I vespri siciliani                       | Verdi       | Tullio Serafin         | Monfort hercege      |       |
| 1957 | Mosè in Egitto                           | Rossini     | Tullio Serafin         | Faraone              |       |
| 1957 | Tosca                                    | Puccini     | Tullio Serafin         | Scarpia              |       |
| 1958 | Otello                                   | Verdi       | Thomas Beecham         | Jago                 |       |
| 1958 | L'elisir d'amore                         | Donizetti   | Tullio Serafin         | Dulcamara            |       |
| 1959 | Les noces de Figaro                      | Mozart      | Carlo Maria Giulini    | Figaro               |       |
| 1959 | Don Giovanni                             | Mozart      | Carlo Maria Giulini    | Leporello            |       |
| 1960 | Macbeth                                  | Verdi       | Vittorio Gui           | Macbeth              |       |
| 1960 | Les Pêcheurs de perles                   | Bizet       | Armando La Rosa Parodi | Zurga                |       |
| 1961 | La forza del destino                     | Verdi       | Fernando Previtali     | Don Carlos de Vargas |       |
| 1961 | Les noces de Figaro                      | Mozart      | Carlo Maria Giulini    | Figaro               |       |
| 1962 | Tosca                                    | Puccini     | Herbert von Karajan    | Scarpia              |       |
| 1962 | Tosca                                    | Puccini     | Carlo Felice Cillario  | Scarpia              |       |
| 1962 | Così fan tutte                           | Mozart      | Karl Böhm              | Guglielmo            |       |
| 1962 | Die Meistersinger von Nürnberg           | Wagner      | Lovro Von Matacic      | Sachs                |       |
| 1963 | La bohème                                | Puccini     | Herbert von Karajan    | Schaunard            |       |
| 1964 | Macbeth                                  | Verdi       | Thomas Schippers       | Macbeth              |       |
| 1964 | Kniaz' Igor                              | Borodín     | Armando La Rosa Parodi | Igor herceg          |       |
| 1965 | Pagliacci                                | Leoncavallo | Herbert von Karajan    | Tonio                |       |
| 1966 | Simon Boccanegra                         | Verdi       | Giuseppe Patanè        | Simon Bocanegra      |       |
| 1967 | Szerelmi bájital                         | Donizetti   | Gianandrea Gavazzeni   | Belcore              | DVD   |
| 1967 | Szerelmi bájital                         | Donizetti   | Gianandrea Gavazzeni   | Belcore              |       |
| 1968 | Ernani                                   | Verdi       | Ermanno Wolf-Ferrari   | Don Carlo            |       |
| 1969 | Belisario                                | Donizetti   | Gianandrea Gavazzeni   | Belisario            |       |
| 1973 | Caterina Cornaro                         | Donizetti   | Alfredo Silipigni      | Lusignano            |       |
| 1974 | Luisa Miller                             | Verdi       | Alberto Erede          | Miller               |       |
| 1974 | Tell Vilmos                              | Rossini     | Jacques Delacôte       | Tell Vilmos          |       |
| 1974 | Un giorno di regno                       | Verdi       | Piero Bellugi          | báró                 |       |
| 1975 | Don Pasquale                             | Donizetti   | Carlo Franci           | Don Pasquale         |       |
| 1976 | Le convenienze ed inconvenienze teatrali | Donizetti   | Carlo Franci           | Mamma Agata          |       |
| 1977 | Adriana Lecouvreur                       | Cilèa       | Gianandrea Gavazzeni   | Michonnet            |       |
| 1980 | Falstaff                                 | Verdi       | Herbert von Karajan    | John Falstaff        |       |
| 1982 | Falstaff                                 | Verdi       | Herbert von Karajan    | John Falstaff        | DVD   |
| 1992 | Manon Lescaut                            | Puccini     | James Levine           | Geronte di Ravoir    |       |